# Notocolossus

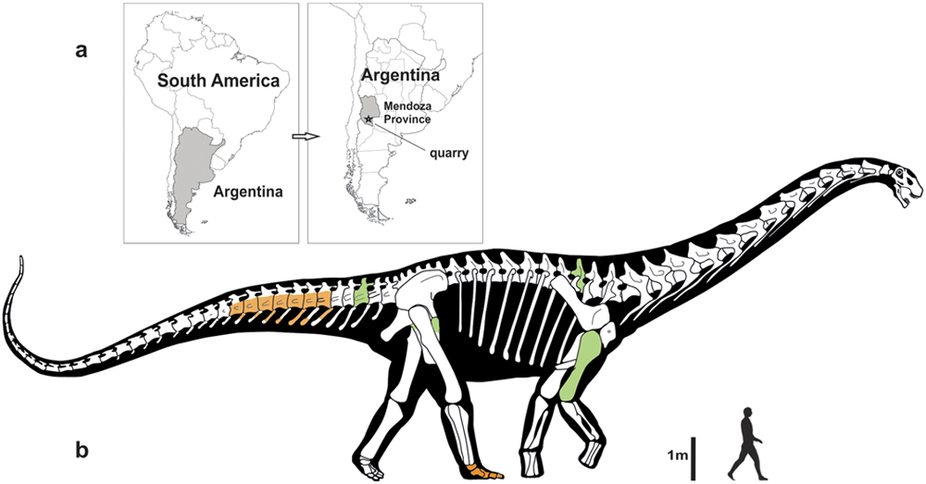
Größenvergleich

Notocolossus mit der einzigen Art Notocolossus gonzalezparejasi war ein pflanzenfressender Sauropode aus der Familie der Titanosaurier bzw. der Lithostrotia und lebte während der oberen Kreidezeit. Der Fundort befindet sich bei Malargüe im Süden der Provinz Mendoza im heutigen Argentinien.

## Formation
Die Fundschicht ist die Plottier Formation aus der Zeit des Übergangs vom Coniacium zum  Santonium vor 86 Millionen Jahren. Aus dieser sind, neben dieser Art, auch die Sauropoden Antarctosaurus, Muyelensaurus und Petrobrasaurus gefunden worden.

## Erstbeschreibung
Im Jahr 2016 wurde der Holotyp UNCUYO-LD 301 erstmals als  Notocolossus gonzalezparejasi von den Paläontologen Bernardo Javier Gonzalez Riga, Matthew Carl Lamanna, Leonardo Daniel Ortiz David, Jorge Orlando Calvo und Juan Pedro Coria beschrieben. Der Gattungsname verbindet die Altgriechischen Worte νότος Notos, „Südwind“ und κολοσσός, Kolossos „riesige Statue“, im Bezug auf die südliche Herkunft und die enorme Größe des Tieres. Die Namenspezifikation ehrt den Paläontologen Jorge Gonzalez Parejas.

## Funde
Das entdeckte Tier besteht aus einem Teilskelett ohne den (im Verhältnis) kleinen Schädel. Erhalten ist ein vorderer Wirbel (vermutlich der zweite oder dritte Brustwirbel), ein vorderer Schwanzwirbel, ein 1,76 Meter langer Oberarmknochen (Humerus) und die Spitze eines linken Schambeins. Die Knochen lagen nicht im anatomischen Zusammenhang, aber zusammen auf einem Areal von etwa 8 mal 8 Meter. Deshalb wurden sie einem einzelnen Tier zugeordnet.
Am gleichen Fundort fand man ein zweites Teilskelett (UNCUYO-LD 302), ebenfalls ohne Schädel, das einem etwas kleineren Tier zugeordnet wurde. Es besteht aus einem zusammenhängenden Abschnitt der Schwanzwirbelsäule mit sieben Wirbeln und einem rechten Hinterfuß mit dem Sprungbein (Astragalus), dem Fußknochen mit dem der Fuß mit dem Schienbein und Wadenbein artikuliert. Die Art besaß vier Zehen mit jeweils zwei Zehenknochen (Phalangen). Rekonstruiert wird ein relativ kurzer, sehr robuster und symmetrischer Fuß.

## Beschreibung

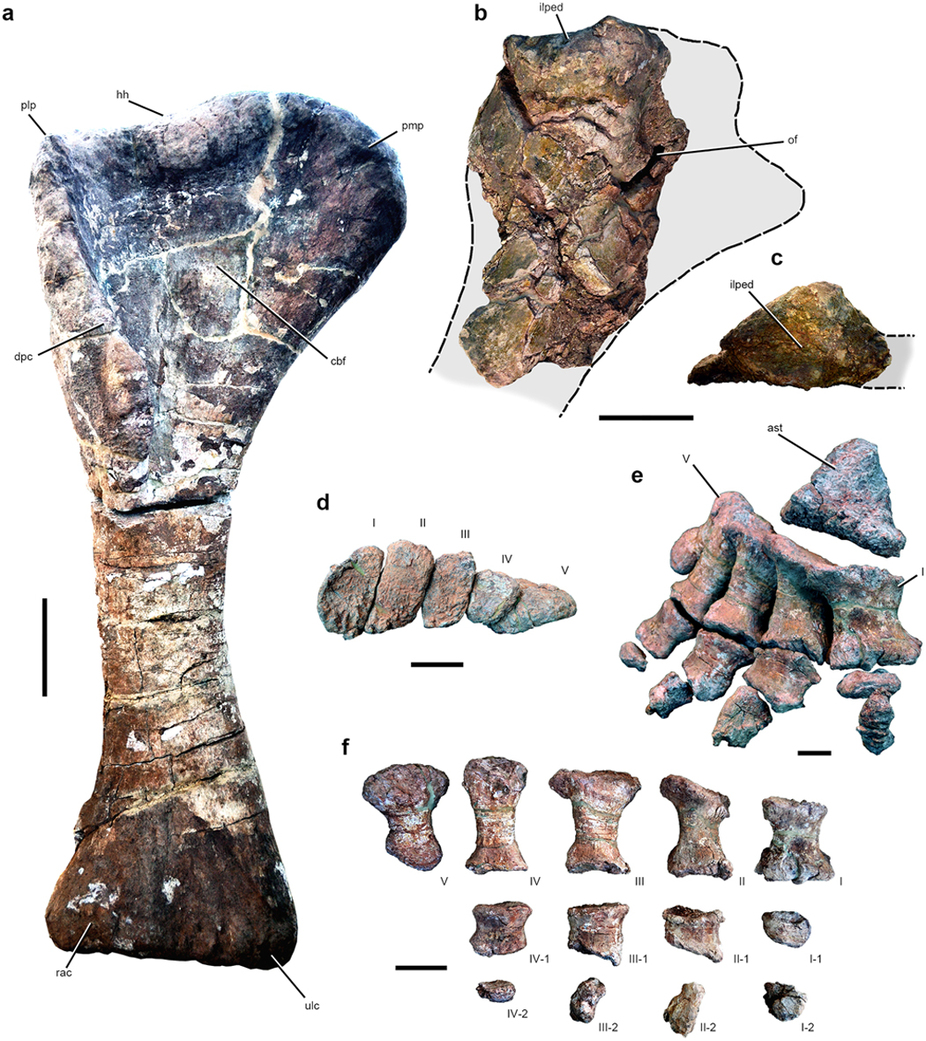
Knochen des Notocolossus

Notocolossus war ein riesiger Sauropode mit einer geschätzten Länge von etwa fünfundzwanzig Meter. Die Gewichtsschätzungen nach dem Verfahren von Nicolás E. Campione und David C. Evans kommen auf ein Gewicht von ca. 40 Tonnen. Als Nahrung dienten möglicherweise u. a. Araukariengewächse, die das Tier unzerkaut verschlang und dann über eine längere Zeit verdaute.

## Noch größere Art
Am 16. Mai 2014 wurde die Entdeckung von sieben Teilskeletten einer bisher noch unbenannten Titanosaurier-Art, die größer waren als Notocolossus und Puertasaurus, bekanntgegeben. Sie stammen aus der Nähe von La Flecha, etwa 250 km westlich von Trelew in der Provinz Chubut. Die Ausgrabung erfolgte unter den Paläontologen Jose Luis Carballido und Diego Pol des Museum of Paleontology Egidio Feruglio. Der „neue Dinosaurier“ dürfte das größte bisher bekannte Landlebewesen darstellen. Der Autor und Tierfilmer David Attenborough dokumentierte die Ausgrabung und die Rekonstruktion nach den Originalfunden. Nach der Entdeckung wies der Autor Brian Switek darauf hin, dass es zu früh sei, die genaue Größe dieser Dinosaurier zu berechnen.